# Mark Anthony Barriga

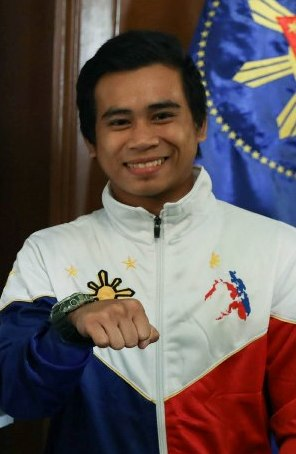
Mark Anthony Barriga, 2017

Mark Anthony Barriga (* 11. Juni 1993 in Panabo) ist ein philippinischer Profiboxer und Olympiateilnehmer von 2012 im Halbfliegengewicht.

## Amateurkarriere
Barriga nahm bereits 2010 an den Jugend-Weltmeisterschaften in Baku teil, besiegte Zhang Liang, China (7:3), Tanes Ongjunta, Thailand (15:5) und Nikita Fedortschenko, Russland (3:1), ehe er erst im Viertelfinale gegen Ryan Burnett, Irland (4:6) auf dem fünften Platz ausschied. Bei den Weltmeisterschaften 2011 in Baku schlug er Stefan Caslarov, Rumänien (12:5) und Paddy Barnes, Irland (20:12), unterlag aber im Achtelfinale gegen Zhou Shiming, China (5:12).
Durch das Erreichen des Achtelfinales bei der WM hatte er sich automatisch für die Olympischen Spiele 2012 in London qualifiziert. Dort besiegte er Manuel Cappai, Italien (17:7), verlor aber im zweiten Kampf gegen Birschan Schaqypow, Kasachstan (16:17). Auch bei den Weltmeisterschaften 2013 in Almaty schied er im zweiten Kampf gegen Yosvany Veitía, Kuba (0:3) aus, nachdem er zuvor Huỳnh Tân, Vietnam (3:0) geschlagen hatte.
2013 gewann er die Südostasienspiele in Naypyidaw mit Siegen gegen Huỳnh Tân, Vietnam, Fuad Redzuan, Malaysia und Kornelis Wangu, Indonesien. 2014 folgte der Gewinn einer Bronzemedaille bei den Asienspielen in Incheon. Durch Siege gegen Hussain Al Masri, Syrien, Tosho Kashiwazaki, Japan und Hasanboy Doʻsmatov, Usbekistan, erreichte er das Halbfinale, wo er gegen Shin Jong-hun, Südkorea, verlor.

## Profikarriere
Seit 2016 boxt Mark Anthony Barriga im Profilager.